# Kiribati Moa Party
Le parti appelé Kiribati Moa Party en gilbertin (littéralement « Kiribati premier » ou « Kiribati devant ») et  Kiribati First Party en anglais est un parti politique gilbertin issu en novembre 2019 d'une scission du Tobwaan Kiribati Party.
Le président du parti Banuera Berina ainsi que douze autres députés fondent Kiribati Moa après avoir quitté le Tobwaan Kiribati en novembre 2019 à la suite de la décision du gouvernement de rompre les relations diplomatiques avec Taïwan pour se rapprocher de la Chine continentale.
Le KMP s'allie avec le Boutokaan te koaua (opposition) pour les élections législatives de 2020 et pour présenter un candidat commun, Banuera Berina, lors de l'élection présidentielle qui suit.